# 7 Ideal de la Liga Asobal
El 7 Ideal de la Liga ASOBAL o Equipo Ideal de la Liga ASOBAL, es un premio que otorga la Liga ASOBAL de forma individual a los jugadores que han desarrollado mejor temporada en función de su posición. Se instauró en la temporada 2002-2003. Los jugadores por puesto son: portero, lateral izquierdo, central, lateral derecho, extremo izquierdo, pivote y extremo derecho.

## Palmarés

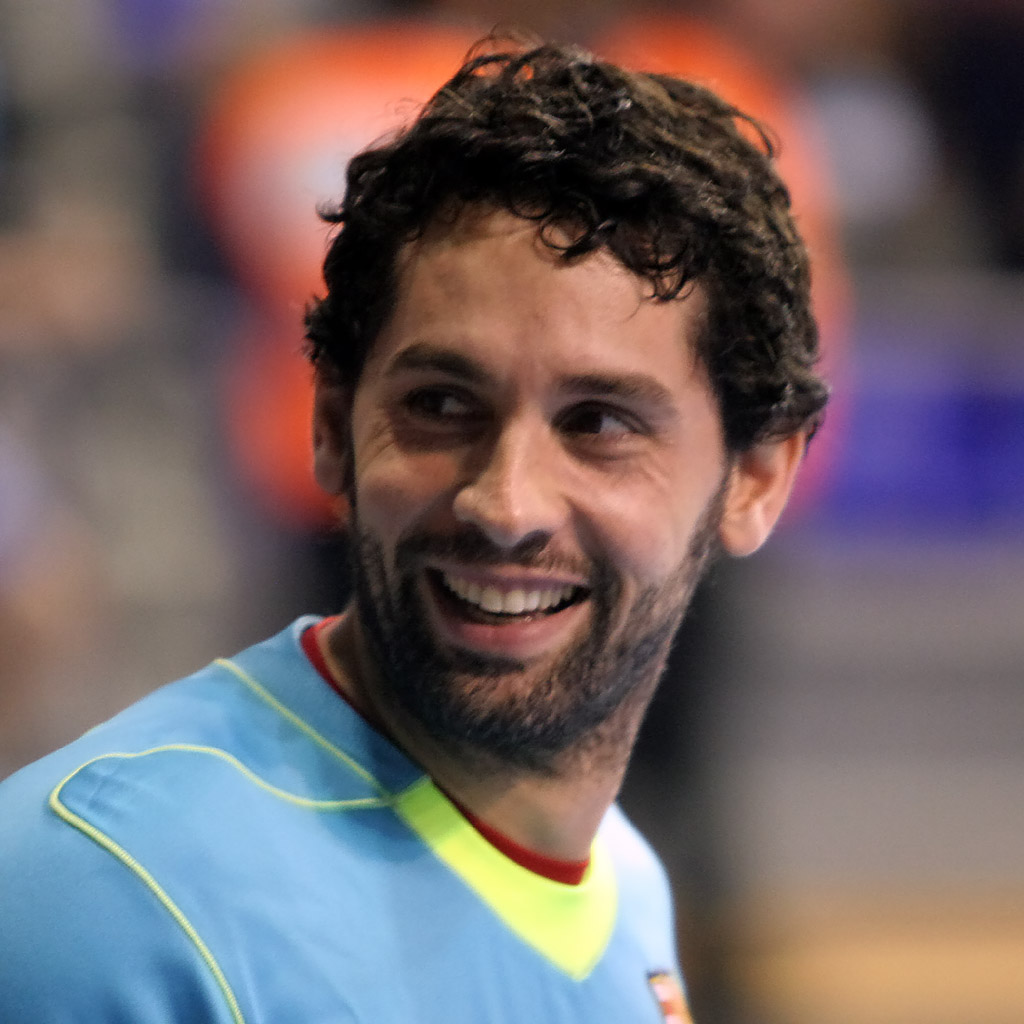
Juanín García, ostenta el récord con 10 presencias en el equipo ideal.

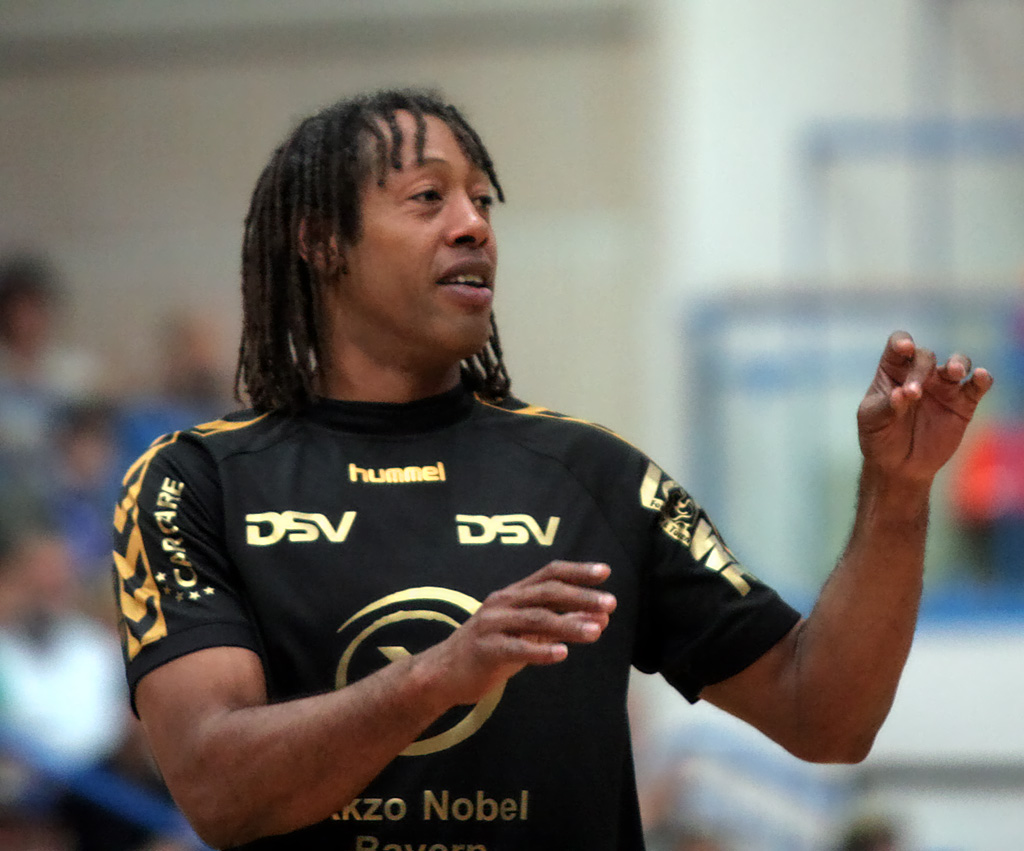
Jackson Richardson, fue elegido mejor central en 3 temporadas seguidas.

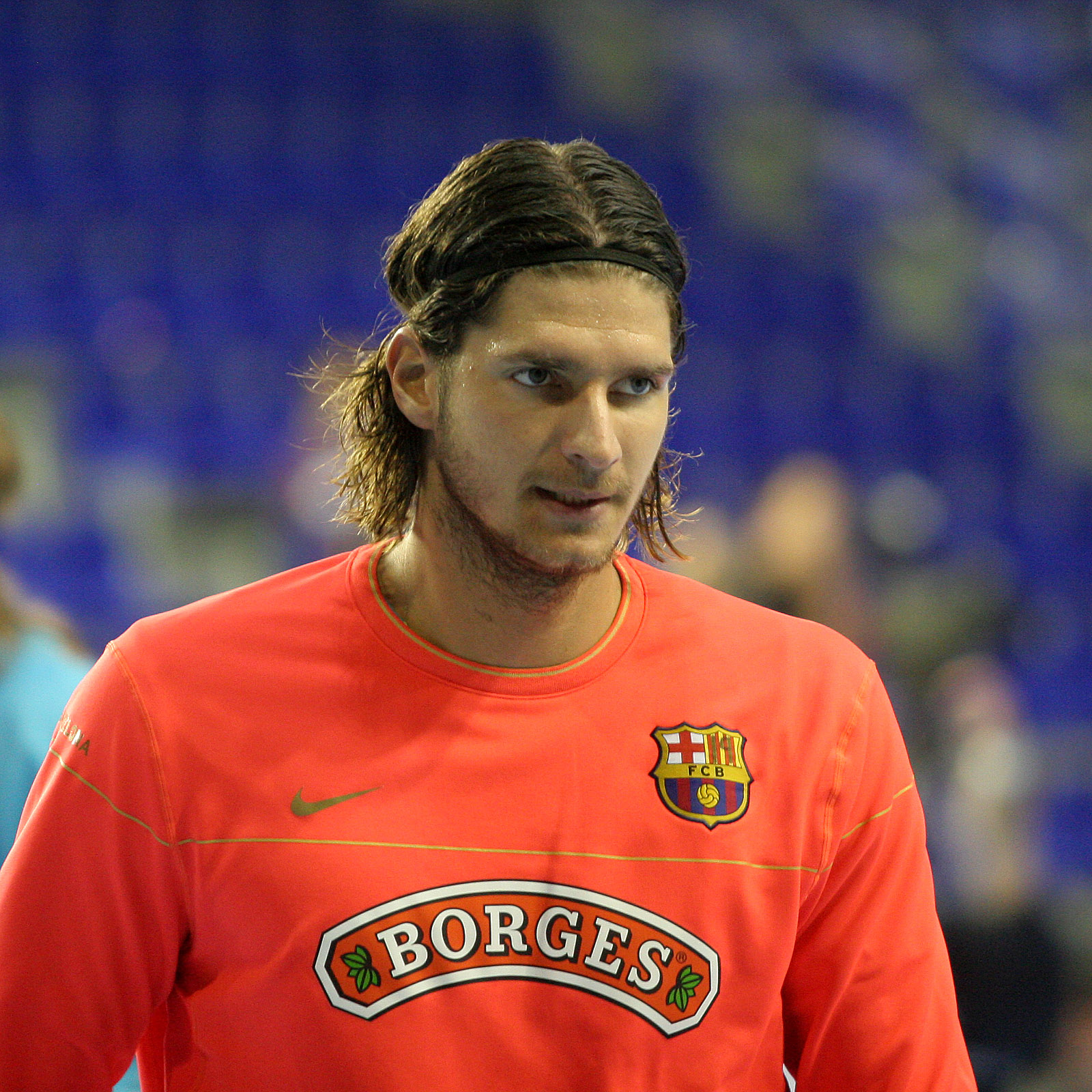
László Nagy, tiene 5 nominaciones a mejor lateral derecho, todas ellas con el FC Barcelona.

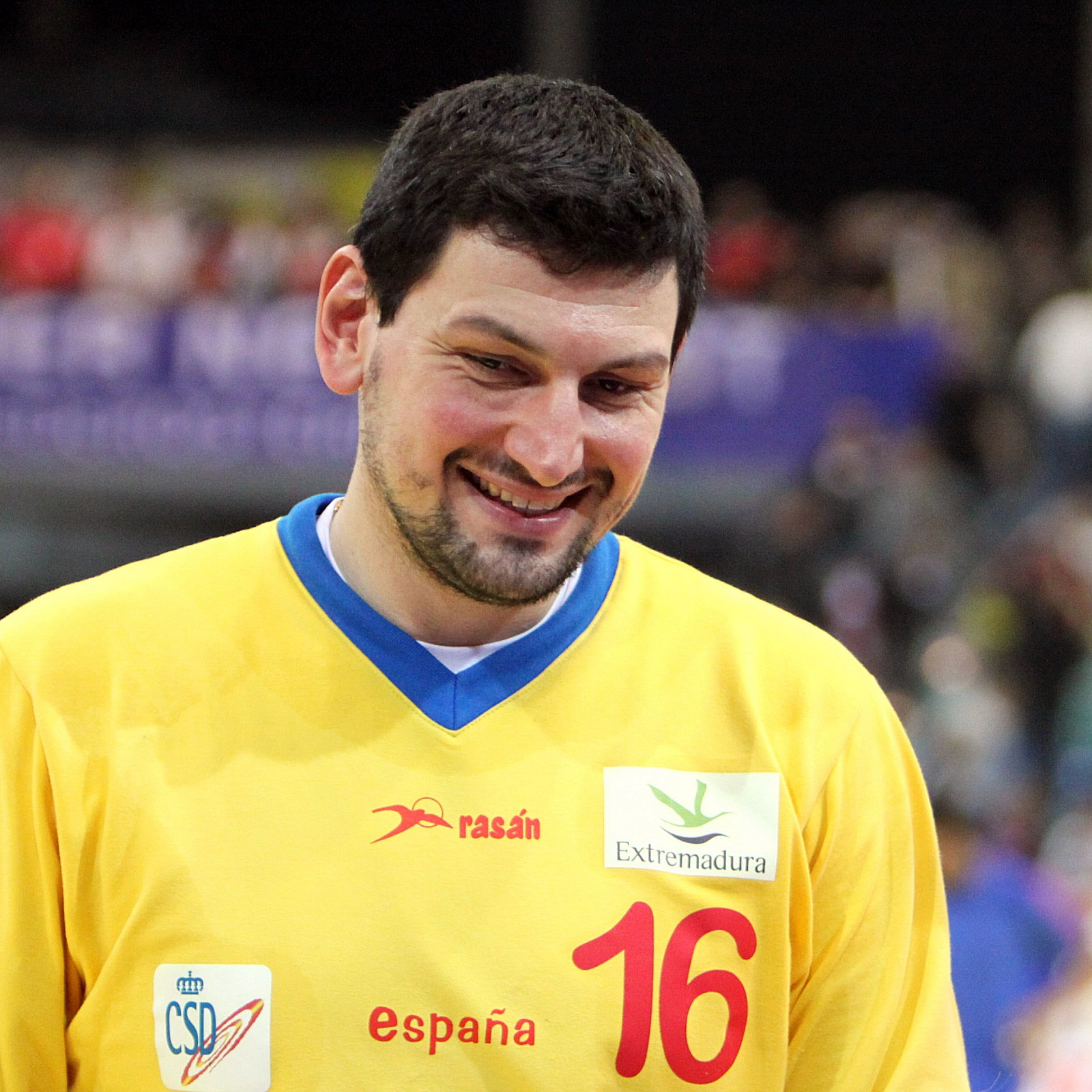
Arpad Šterbik, es el portero que más veces ha sido elegido (5), consiguiéndolas de manera consecutiva, además de una vez elegido como Mejor Jugador.

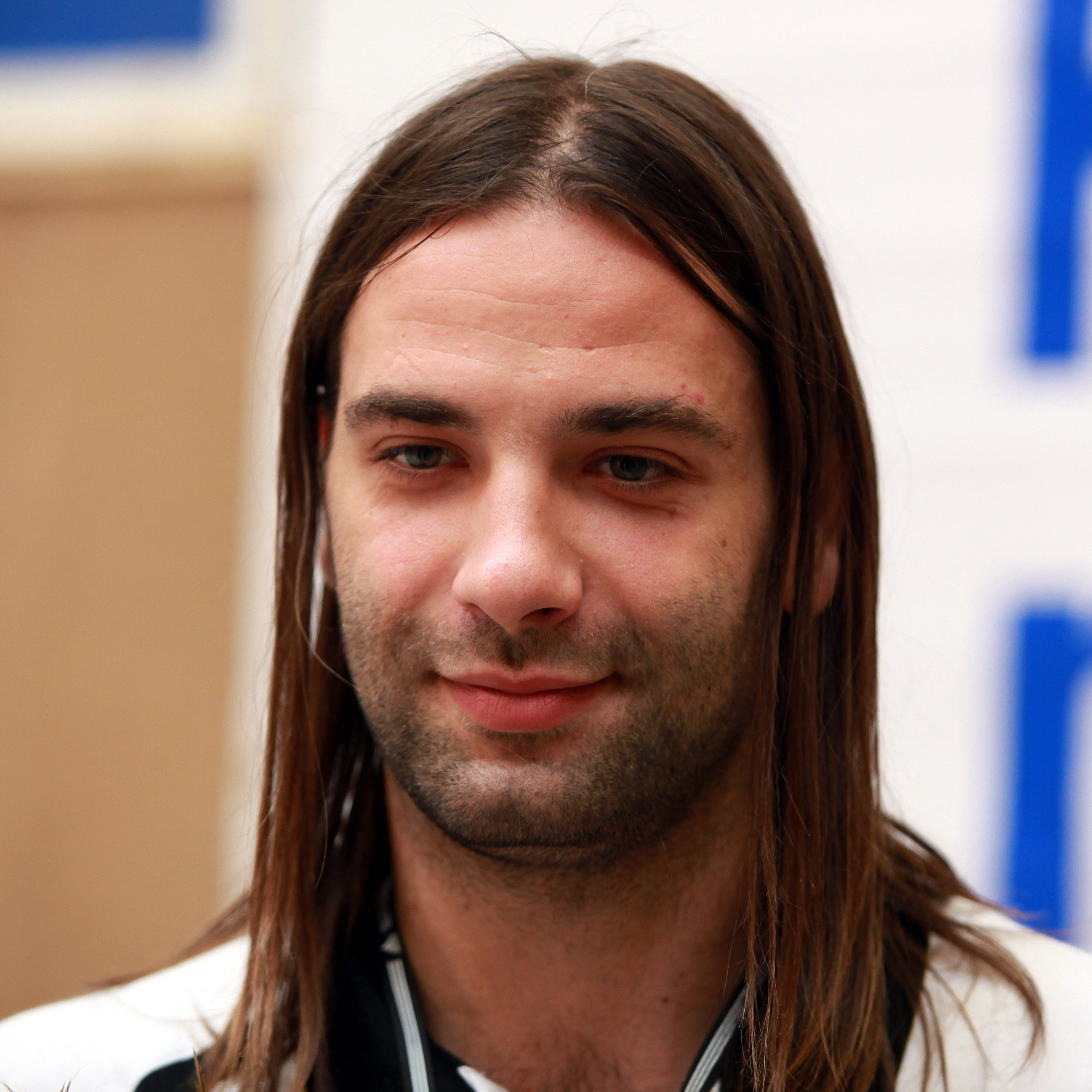
Ivano Balic, fue 2 veces elegido mejor central y 1 vez Mejor Jugador.

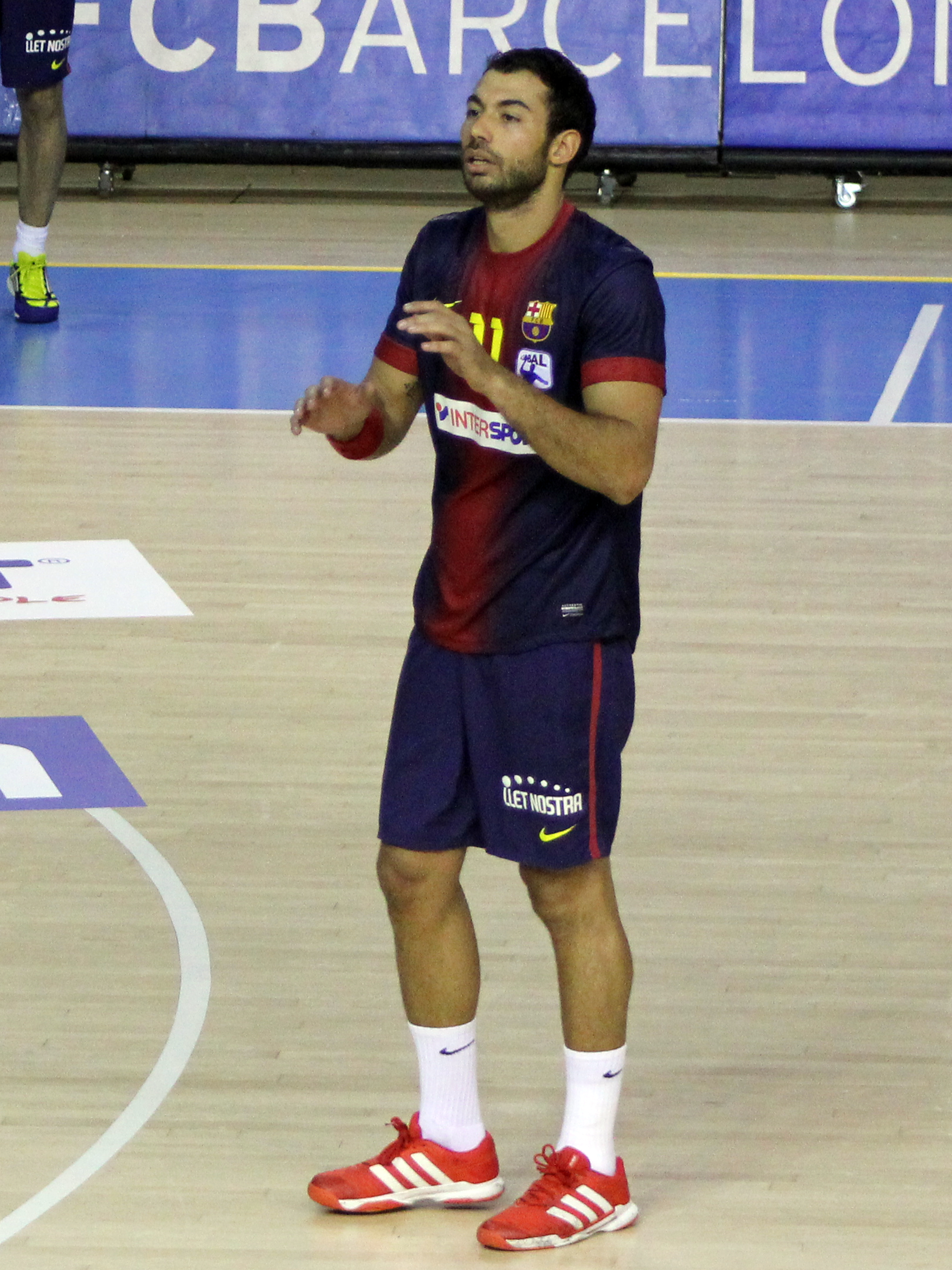
Dani Sarmiento, 2 selecciones como mejor central y 1 vez MVP de la Liga ASOBAL.

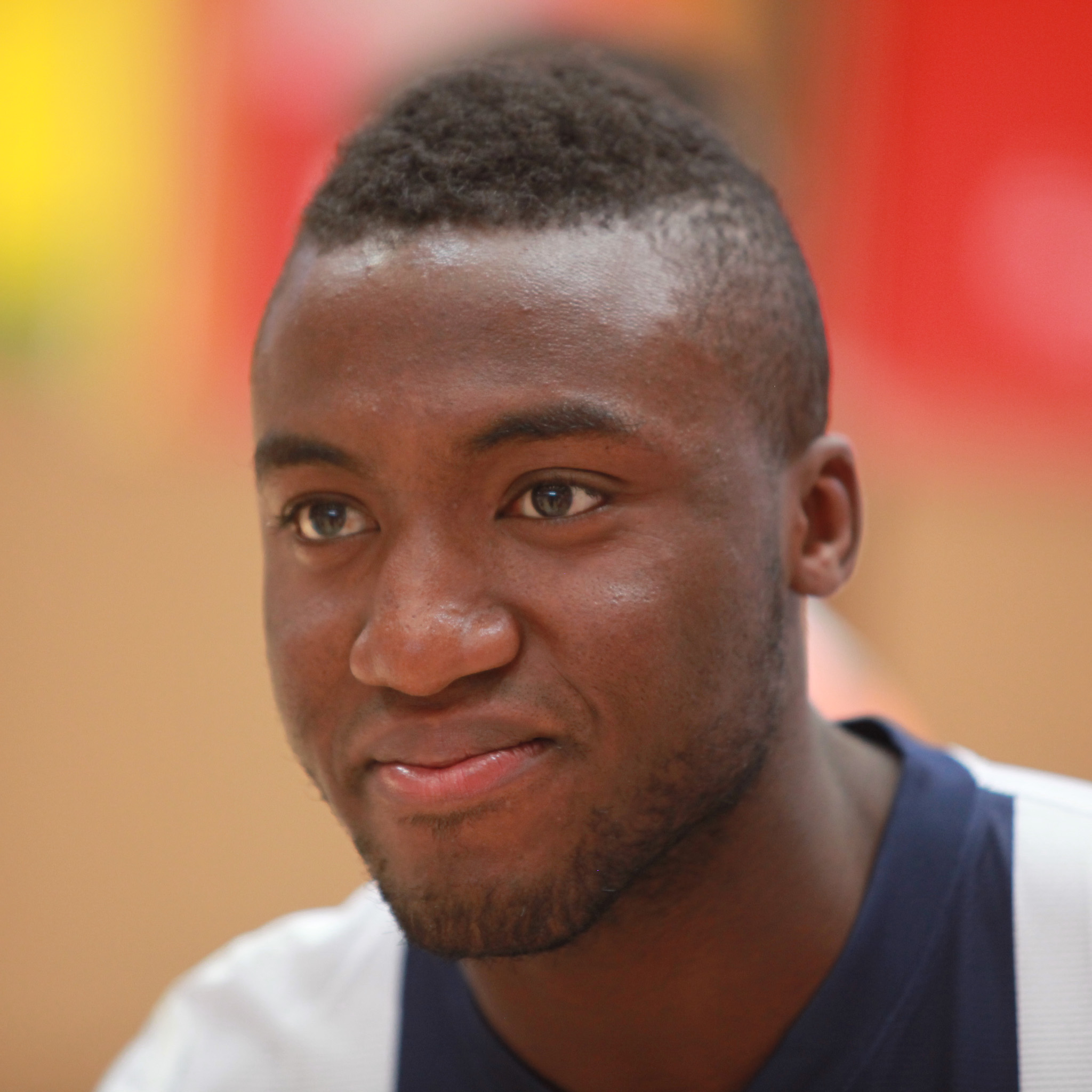
Luc Abaló, 4 veces consecutivas siendo el mejor extremo derecho.

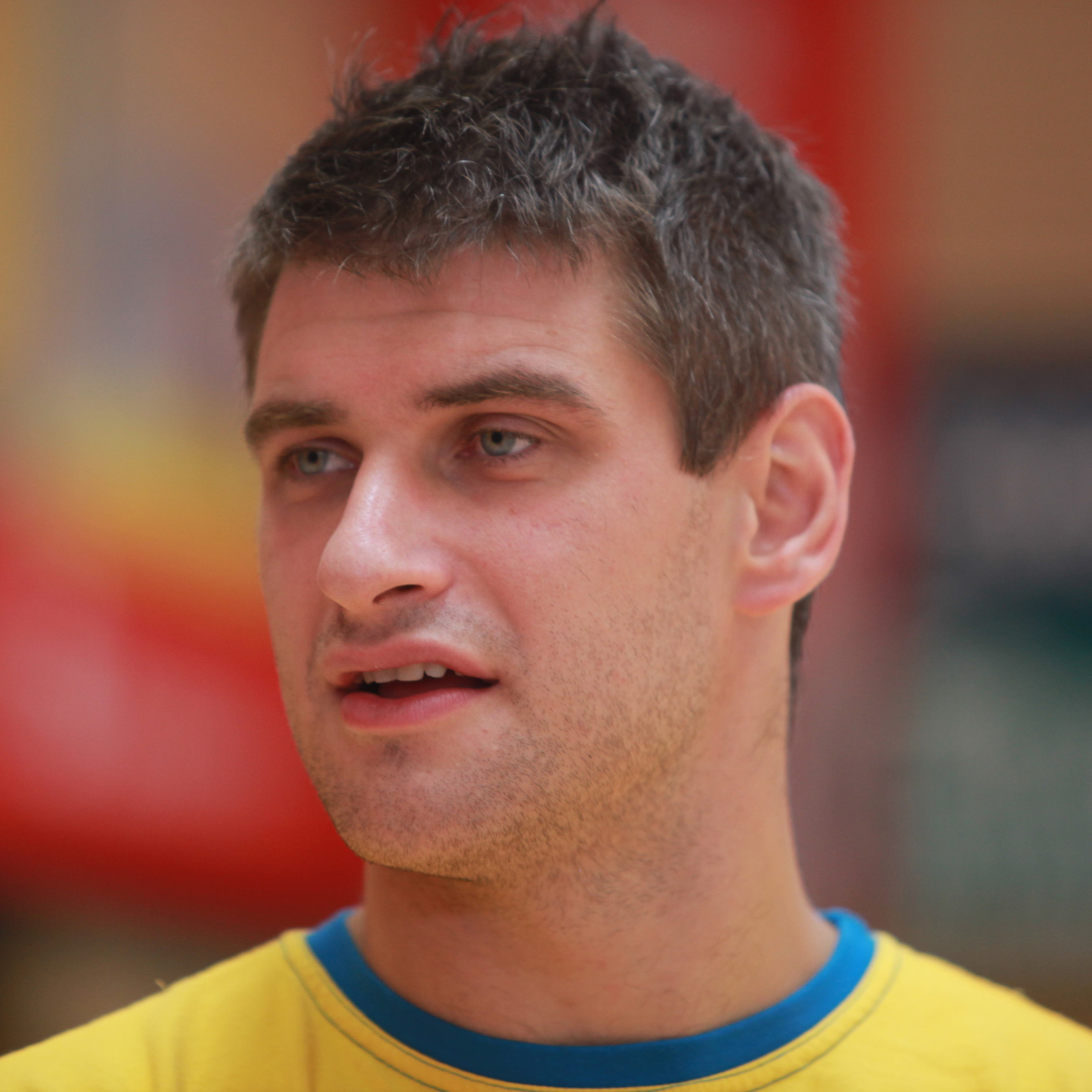
Julen Aguinagalde, el pivote más veces elegido con 4 nominaciones, y 3 veces MVP de la Liga.

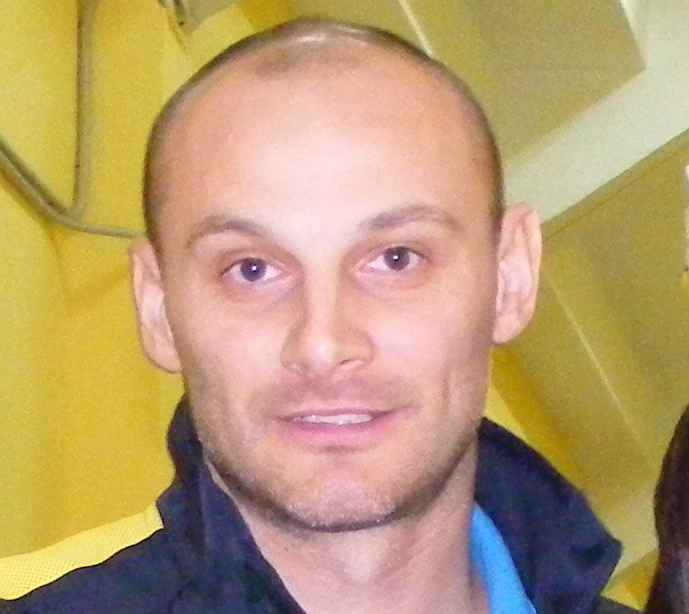
Danijel Saric, 4 veces mejor portero y en MVP en 2 ocasiones.

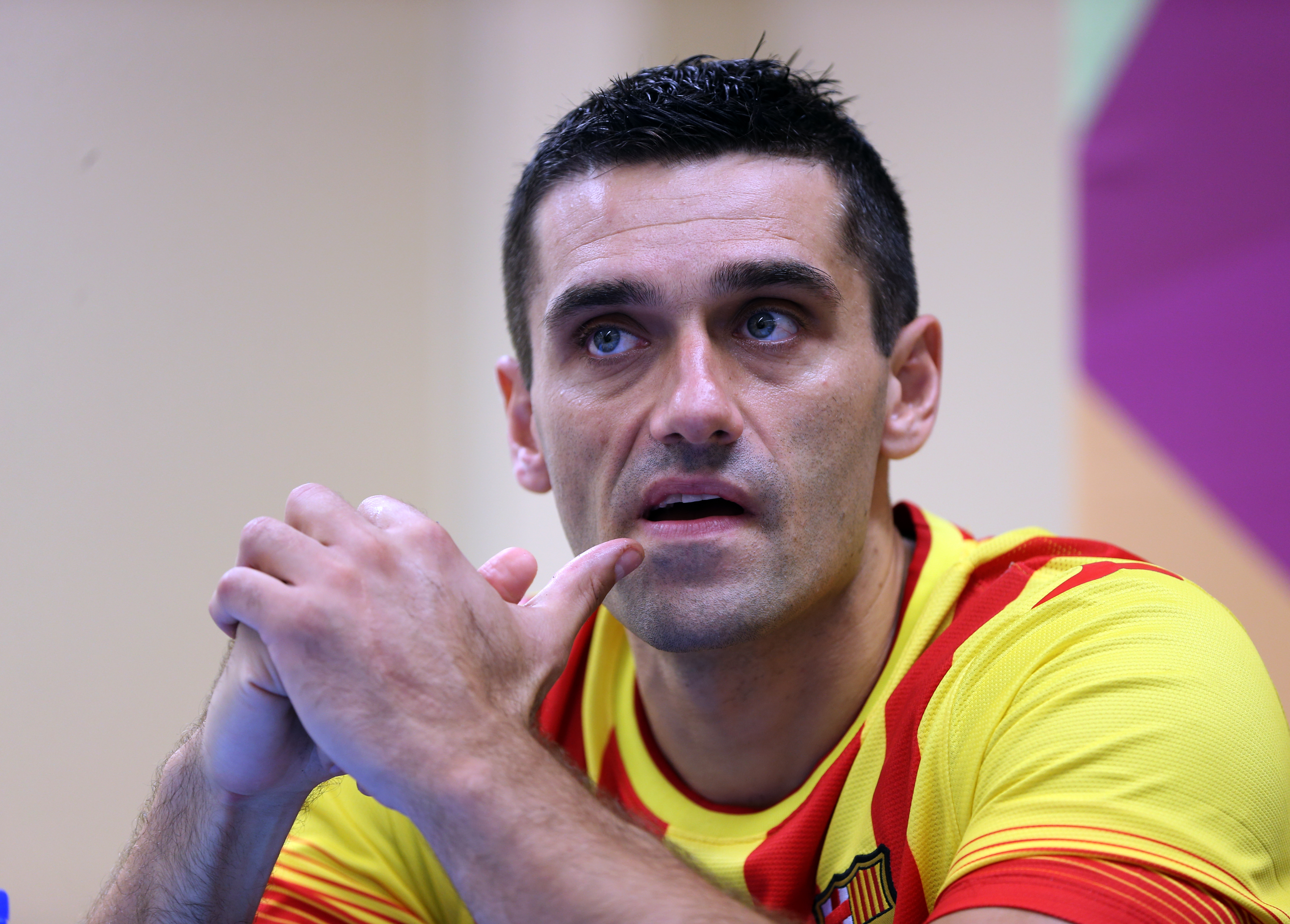
Kiril Lazarov, considerado 3 veces mejor lateral derecho de la Liga.

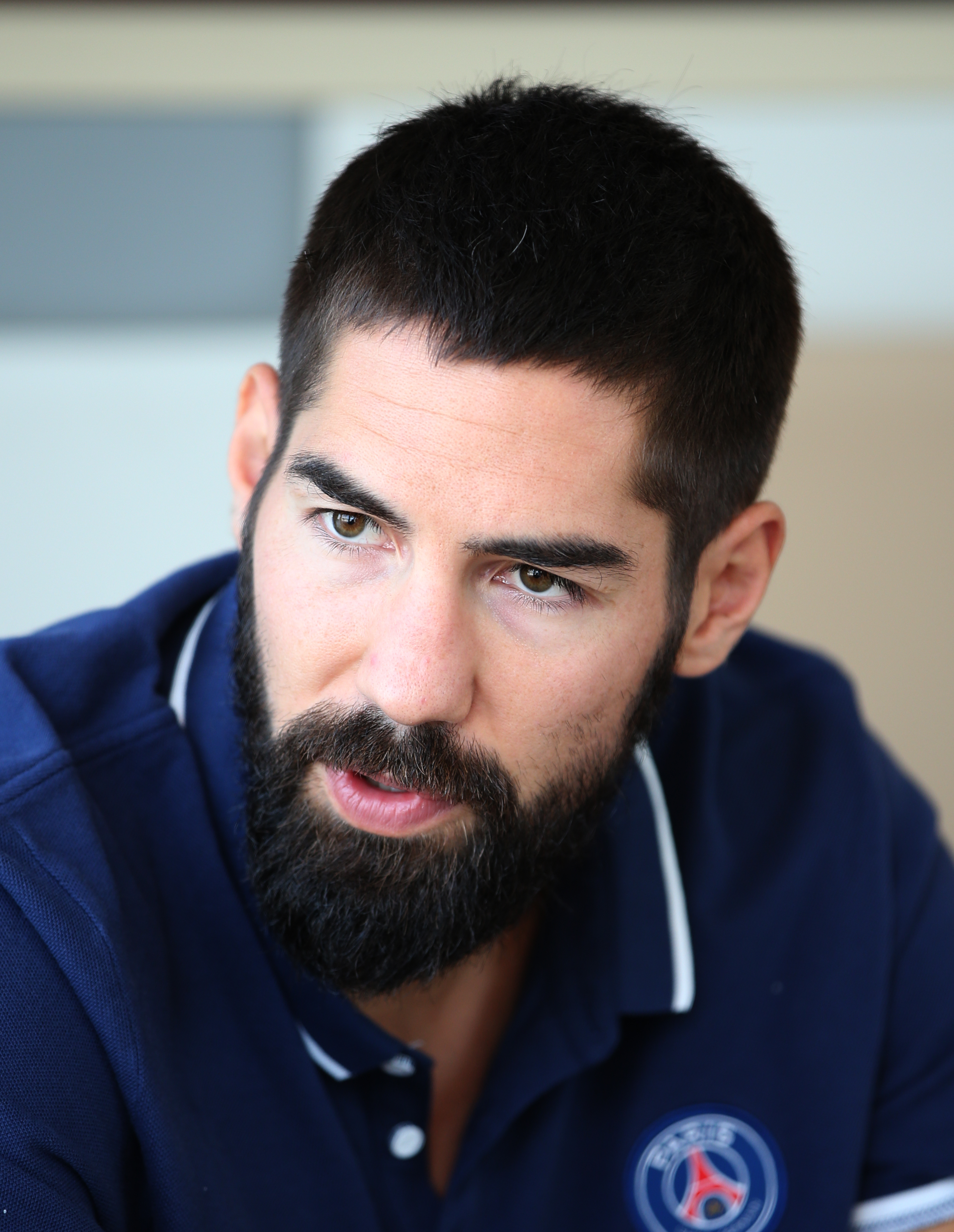
Nikola Karabatic, fue elegido MVP las 2 temporadas que estuvo en la Liga.

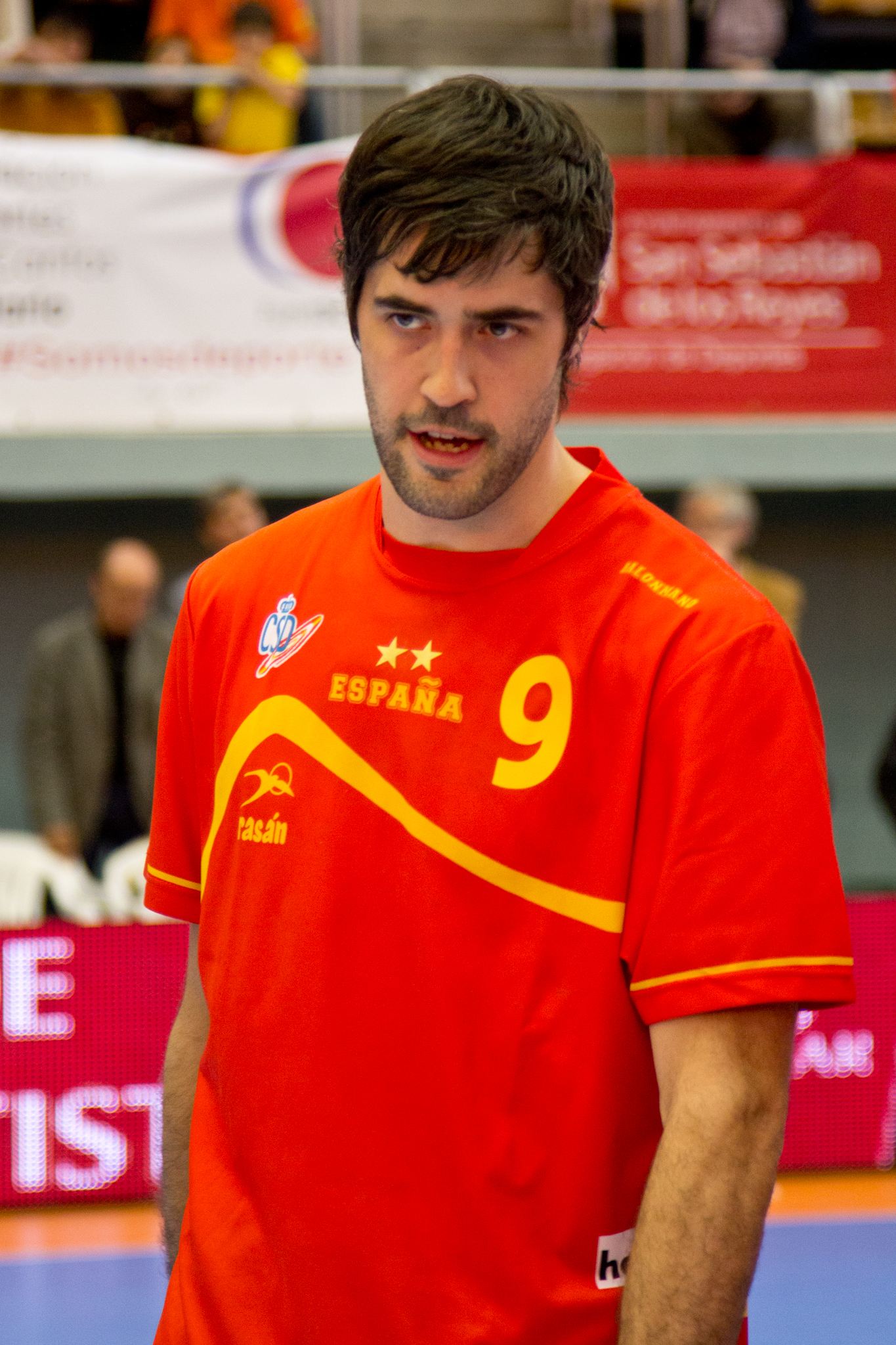
Raúl Entrerríos, tiene el récord con 6 presencias en la posición de central.

| Jugador (X) Designa el número de veces que ha sido elegido.                |
| Negrita indica el jugador que ganó el MVP de la Liga ASOBAL ese mismo año. |

### 2002-2003
Equipo ideal de la Liga ASOBAL 2002-03.
| Posición          | Jugador               | Equipo               |
| ----------------- | --------------------- | -------------------- |
| Portero           | David Barrufet        | FC Barcelona         |
| Extremo izquierdo | Juanín García         | Ademar León          |
| Lateral izquierdo | Enric Masip           | FC Barcelona         |
| Central           | Jackson Richardson    | Portland San Antonio |
| Lateral derecho   | László Nagy           | FC Barcelona         |
| Extremo derecho   | Antonio Carlos Ortega | FC Barcelona         |
| Pivote            | Dragan Škrbić         | FC Barcelona         |

### 2003-2004
Equipo ideal de la Liga ASOBAL 2003-04.
| Posición          | Jugador                | Equipo               |
| ----------------- | ---------------------- | -------------------- |
| Portero           | David Barrufet (2)     | FC Barcelona         |
| Portero           | José Javier Hombrados  | BM Ciudad Real       |
| Extremo izquierdo | Juanín García (2)      | Ademar León          |
| Lateral izquierdo | Alberto Entrerríos     | BM Ciudad Real       |
| Central           | Jackson Richardson (2) | Portland San Antonio |
| Lateral derecho   | Ólafur Stefánsson      | BM Ciudad Real       |
| Extremo derecho   | Albert Rocas           | Portland San Antonio |
| Pivote            | Dragan Škrbić (2)      | FC Barcelona         |

### 2004-2005
Equipo ideal de la Liga ASOBAL 2004-05.
| Posición          | Jugador                   | Equipo               |
| ----------------- | ------------------------- | -------------------- |
| Portero           | José Javier Hombrados (2) | BM Ciudad Real       |
| Extremo izquierdo | Juanín García (3)         | Ademar León          |
| Lateral izquierdo | Iker Romero               | FC Barcelona         |
| Central           | Jackson Richardson (3)    | Portland San Antonio |
| Lateral derecho   | László Nagy (2)           | FC Barcelona         |
| Extremo derecho   | Mirza Dzomba              | BM Ciudad Real       |
| Pivote            | Rolando Uríos             | BM Ciudad Real       |

### 2005-2006
Equipo ideal de la Liga ASOBAL 2005-06.
| Posición          | Jugador           | Equipo               | % de votos |
| ----------------- | ----------------- | -------------------- | ---------- |
| Portero           | Arpad Šterbik     | BM Ciudad Real       | 46,5%      |
| Extremo izquierdo | Juanín García (4) | FC Barcelona         | 31,4%      |
| Lateral izquierdo | Iker Romero (2)   | FC Barcelona         | 27,3%      |
| Central           | Ivano Balić       | Portland San Antonio | 38,2%      |
| Lateral derecho   | Eric Gull         | BM Valladolid        | 33,3%      |
| Extremo derecho   | Mirza Dzomba (2)  | BM Ciudad Real       | 39,0%      |
| Pivote            | Rolando Uríos (2) | BM Ciudad Real       | 59,1%      |

### 2006-2007
Equipo ideal de la Liga ASOBAL 2006-07.
| Posición          | Jugador                | Equipo               |
| ----------------- | ---------------------- | -------------------- |
| Portero           | Arpad Šterbik (2)      | BM Ciudad Real       |
| Extremo izquierdo | Juanín García (5)      | FC Barcelona         |
| Lateral izquierdo | Alberto Entrerríos (2) | BM Ciudad Real       |
| Central           | Ivano Balic (2)        | Portland San Antonio |
| Lateral derecho   | Olafur Stefansson (2)  | BM Ciudad Real       |
| Extremo derecho   | Albert Rocas (2)       | Portland San Antonio |
| Pivote            | Rolando Uríos (3)      | BM Ciudad Real       |

### 2007-2008
Equipo ideal de la Liga ASOBAL 2007-08.
| Posición          | Jugador           | Equipo               | % de votos |
| ----------------- | ----------------- | -------------------- | ---------- |
| Portero           | Arpad Šterbik (3) | BM Ciudad Real       | 32,3%      |
| Extremo izquierdo | Juanín García (6) | FC Barcelona         | 46,6%      |
| Lateral izquierdo | Demetrio Lozano   | FC Barcelona         | 30%        |
| Central           | Dani Sarmiento    | Ademar León          | 44,8%      |
| Lateral derecho   | Cristian Malmagro | Portland San Antonio | 43,6%      |
| Extremo derecho   | Albert Rocas (3)  | FC Barcelona         | 41,1%      |
| Pivote            | Héctor Castresana | Ademar León          | 41,2%      |

### 2008-2009
Equipo ideal de la Liga ASOBAL 2008-09.
| Posición          | Jugador               | Equipo         | % de votos |
| ----------------- | --------------------- | -------------- | ---------- |
| Portero           | Arpad Šterbik (4)     | BM Ciudad Real | 29,3%      |
| Extremo izquierdo | Juanín García (7)     | FC Barcelona   | 29,0%      |
| Lateral izquierdo | Jerome Fernandez      | FC Barcelona   | 15,4%      |
| Central           | Dani Sarmiento (2)    | Ademar León    | 35,4%      |
| Lateral derecho   | Olafur Stefansson (3) | BM Ciudad Real | 30,9%      |
| Extremo derecho   | Luc Abaló             | BM Ciudad Real | 41,6%      |
| Pivote            | Héctor Castresana (2) | Ademar León    | 12,7%      |

### 2009-2010
Equipo ideal de la Liga ASOBAL 2009-10.
| Posición          | Jugador              | Equipo         |
| ----------------- | -------------------- | -------------- |
| Portero           | Arpad Šterbik (5)    | BM Ciudad Real |
| Extremo izquierdo | Juanín García (8)    | FC Barcelona   |
| Lateral izquierdo | Jerome Fernandez (2) | BM Ciudad Real |
| Central           | Raúl Entrerríos      | BM Valladolid  |
| Lateral derecho   | László Nagy (3)      | FC Barcelona   |
| Extremo derecho   | Luc Abaló (2)        | BM Ciudad Real |
| Pivote            | Julen Aguinagalde    | BM Ciudad Real |

### 2010-2011
Equipo ideal de la Liga ASOBAL 2010-11.
| Posición          | Jugador                | Equipo                |
| ----------------- | ---------------------- | --------------------- |
| Portero           | Danijel Šarić          | FC Barcelona-Borges   |
| Extremo izquierdo | Juanín García (9)      | FC Barcelona-Borges   |
| Lateral izquierdo | Antonio García Robledo | Fraikin BM Granollers |
| Central           | Raúl Entrerríos (2)    | FC Barcelona-Borges   |
| Lateral derecho   | László Nagy (4)        | FC Barcelona-Borges   |
| Extremo derecho   | Luc Abaló (3)          | Renovalia Ciudad Real |
| Pivote            | Julen Aguinagalde (2)  | Renovalia Ciudad Real |

### 2011-2012
Equipo ideal de la Liga ASOBAL 2011-12.
| Posición          | Jugador                    | Equipo                  |
| ----------------- | -------------------------- | ----------------------- |
| Portero           | Danijel Šarić (2)          | FC Barcelona Intersport |
| Extremo izquierdo | Martin Stranovsky          | Reale Ademar León       |
| Lateral izquierdo | Antonio García Robledo (2) | Reale Ademar León       |
| Central           | Joan Cañellas              | BM Atlético de Madrid   |
| Lateral derecho   | László Nagy (5)            | FC Barcelona Intersport |
| Extremo derecho   | Luc Abaló (4)              | BM Atlético de Madrid   |
| Pivote            | Julen Aguinagalde (3)      | BM Atlético de Madrid   |

### 2012-2013
Equipo ideal de la Liga ASOBAL 2012-13.
| Posición          | Jugador               | Equipo                  |
| ----------------- | --------------------- | ----------------------- |
| Portero           | Danijel Šarić (3)     | FC Barcelona Intersport |
| Extremo izquierdo | Juanín García (10)    | FC Barcelona Intersport |
| Lateral izquierdo | Siarhei Rutenka       | FC Barcelona Intersport |
| Central           | Joan Cañellas (2)     | BM Atlético de Madrid   |
| Lateral derecho   | Alex Dujshebaev       | BM Aragón               |
| Extremo derecho   | Víctor Tomás          | FC Barcelona Intersport |
| Pivote            | Julen Aguinagalde (4) | BM Atlético de Madrid   |

### 2013-2014
Equipo ideal de la Liga ASOBAL 2013-14.
| Posición          | Jugador             | Equipo        | % de votos |
| ----------------- | ------------------- | ------------- | ---------- |
| Portero           | Danijel Šarić (4)   | FC Barcelona  | 31,1%      |
| Extremo izquierdo | José Mario Carrillo | Ademar León   | 41,3%      |
| Lateral izquierdo | Nikola Karabatic    | FC Barcelona  | 53,5%      |
| Central           | Álvaro Ruiz         | BM Granollers | 29,5%      |
| Lateral derecho   | Kiril Lazarov       | FC Barcelona  | 49,9%      |
| Extremo derecho   | Víctor Tomás (2)    | FC Barcelona  | 38,7%      |
| Pivote            | Jesper Nøddesbo     | FC Barcelona  | 34,9%      |

### 2014-2015
Equipo ideal de la Liga ASOBAL 2014-15.
| Posición          | Jugador                 | Equipo       |
| ----------------- | ----------------------- | ------------ |
| Portero           | Gonzalo Pérez de Vargas | FC Barcelona |
| Extremo izquierdo | Gudjon Valur Sigurdsson | FC Barcelona |
| Lateral izquierdo | Nikola Karabatic (2)    | FC Barcelona |
| Central           | Raúl Entrerríos (3)     | FC Barcelona |
| Lateral derecho   | Kiril Lazarov (2)       | FC Barcelona |
| Extremo derecho   | Víctor Tomás (3)        | FC Barcelona |
| Pivote            | Jesper Nøddesbo (2)     | FC Barcelona |

### 2015-2016
Equipo ideal de la Liga ASOBAL 2015-16.
| Posición          | Jugador                    | Equipo                         | % de votos |
| ----------------- | -------------------------- | ------------------------------ | ---------- |
| Portero           | Vladimir Cupara            | Abanca Ademar León             | 21,9%      |
| Extremo izquierdo | Ángel Fernández            | Naturhouse La Rioja            | 28,2%      |
| Lateral izquierdo | Wael Jallouz               | FC Barcelona Lassa             | 19,0%      |
| Central           | Raúl Entrerríos (4)        | FC Barcelona Lassa             | 24,5%      |
| Lateral derecho   | Oswaldo Dos Santos Maestro | Club Balonmano Villa de Aranda | 24,8%      |
| Extremo derecho   | Javier Múñoz               | Club Balonmano Villa de Aranda | 17,7%      |
| Pivote            | Adrià Figueras             | Fraikin BM Granollers          | 21,0%      |

### 2016-2017
Equipo ideal de la Liga ASOBAL 2016-17.
| Posición          | Jugador                     | Equipo                |
| ----------------- | --------------------------- | --------------------- |
| Portero           | Gonzalo Pérez de Vargas (2) | FC Barcelona Lassa    |
| Extremo izquierdo | Ángel Fernández (2)         | Naturhouse La Rioja   |
| Lateral izquierdo | Alex Costoya                | Abanca Ademar León    |
| Central           | Raúl Entrerríos (5)         | FC Barcelona Lassa    |
| Lateral derecho   | Kiril Lazarov (3)           | FC Barcelona Lassa    |
| Extremo derecho   | Víctor Tomás (4)            | F.C. Barcelona Lassa  |
| Pivote            | Adrià Figueras (2)          | Fraikin BM Granollers |

### 2017-2018
Equipo ideal de la Liga ASOBAL 2017-18.
| Posición          | Jugador                     | Equipo                           | % de votos |
| ----------------- | --------------------------- | -------------------------------- | ---------- |
| Portero           | Gonzalo Pérez de Vargas (3) | F.C. Barcelona Lassa             | 27,2%      |
| Extremo izquierdo | Ángel Fernández (3)         | Club Balonmano Ciudad de Logroño | 30,54%     |
| Lateral izquierdo | Alex Costoya (2)            | Abanca Ademar León               | 19,09%     |
| Central           | Raúl Entrerríos (6)         | F.C. Barcelona Lassa             | 25,82%     |
| Lateral derecho   | Imanol Garciandia           | Club Balonmano Ciudad de Logroño | 25,00%     |
| Extremo derecho   | Kauldi Odriozola            | Bidasoa Irún                     | 18,51%     |
| Pivote            | Adrià Figueras (3)          | Fraikin BM Granollers            | 25,73%     |

### 2018-2019
Equipo ideal de la Liga ASOBAL 2018-19.
| Posición          | Jugador                     | Equipo             | % de votos |
| ----------------- | --------------------------- | ------------------ | ---------- |
| Portero           | Gonzalo Pérez de Vargas (4) | Barça Lassa        | 39,45%     |
| Extremo izquierdo | Jaime Fernández             | Abanca Ademar León | 25,85%     |
| Lateral izquierdo | Pablo Simonet               | BM Benidorm        | 32,86%     |
| Central           | Raúl Entrerríos (7)         | Barça Lassa        | 33,16%     |
| Lateral derecho   | Dika Mem                    | Barça Lassa        | 35,26%     |
| Extremo derecho   | Kauldi Odriozola (2)        | Bidasoa Irún       | 28,58%     |
| Pivote            | Ludovic Fabregas            | Barça Lassa        | 42,45%     |

### 2019-2020
Equipo ideal de la Liga ASOBAL 2019-20.
| Posición          | Jugador                     | Equipo             | % de votos |
| ----------------- | --------------------------- | ------------------ | ---------- |
| Portero           | Gonzalo Pérez de Vargas (5) | Barça              | 43%        |
| Extremo izquierdo | Jaime Fernández (2)         | Abanca Ademar León | 34%        |
| Lateral izquierdo | Pablo Simonet (2)           | BM Benidorm        | 37%        |
| Central           | Raúl Entrerríos (8)         | Barça              | 36%        |
| Lateral derecho   | Dika Mem (2)                | Barça              | 32%        |
| Extremo derecho   | Aleix Gómez                 | Barça              | 26%        |
| Pivote            | Ludovic Fabregas (2)        | Barça              | 43%        |

### 2020-2021
Equipo ideal de la Liga ASOBAL 2020-21.
| Posición          | Jugador                     | Equipo                |
| ----------------- | --------------------------- | --------------------- |
| Portero           | Gonzalo Pérez de Vargas (6) | Barça                 |
| Extremo izquierdo | Daniel Fernández            | Club Balonmano Cangas |
| Lateral izquierdo | Antonio García Robledo (3)  | BM Granollers         |
| Central           | Raúl Entrerríos (9)         | Barça                 |
| Lateral derecho   | Dika Mem (3)                | Barça                 |
| Extremo derecho   | Gonzalo Pérez Arce          | Abanca Ademar León    |
| Pivote            | Ludovic Fabregas (3)        | Barça                 |
| Entrenador        | Xavier Pascual Fuertes      | Barça                 |
| Mejor Defensor    | Thiagus Petrus              | Barça                 |